# ARN antisens

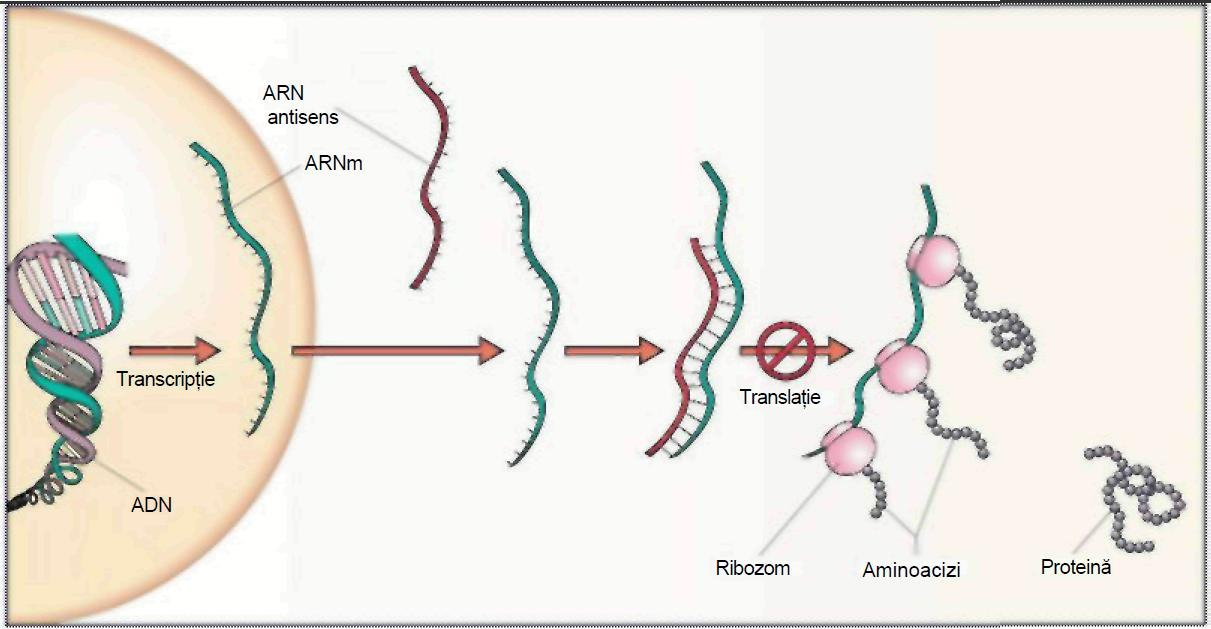
Schemă care arată cum un ARN antisens interferă cu transcrierea proteinelor.

ARN antisens (acid ribonucleic antisens) este un oligonucleotid (secvență scurtă de acid nucleic) monocatenar natural sau sintetic de ARN (acid ribonucleic) al cărui secvență este antiparalelă și complementară cu cea a unui ARNm (acid ribonucleic mesager) și formează cu acesta o moleculă dublu catenară care nu pot fi translată și astfel blochează sinteza proteinelor oprind traducerea ARNm în proteine. Utilizarea farmacologică a ARN antisens urmărește inhibarea expresiei genelor în unele afecțiuni severe, cum ar fi cancerele sau retrovirusurile. ARN-ul antisens poate fi element reglator natural sau obținut prin inginerie genetică.  